# Arc baltique
- Centre des capitales
- Nouveaux Länder allemands
- Arc alpin
- Diagonale continentale
- Arc latin
- Méditerranée centrale
- Arc atlantique
- Régions de la mer du Nord
- Arc baltique

L’arc baltique est un espace de l'Union européenne qui s'étend de Hambourg à Helsinki dans l'espace occupé par ce qui fut la Hanse. Il fut défini sur le modèle de l'arc atlantique et de l'arc méditerranéen.

## Sources

## Compléments